# Конференційний граф
У математичній теорії графів конференційний граф — сильно регулярний граф із параметрами {\displaystyle v,k=(v-1)/2}, {\displaystyle \lambda =(v-5)/4} і {\displaystyle \mu =(v-1)/4}. Пов'язаний зі симетричною конференційною матрицею, отже, його порядок {\displaystyle v} має дорівнювати 1 (за модулем 4) і сумі двох квадратів.
Відомо, що конференційні графи існують для всіх малих значень {\displaystyle v}, дозволених обмеженнями, наприклад, {\displaystyle v} = 5, 9, 13, 17, 25, 29, і (графи Пелі) для всіх степенів простих чисел, рівних 1 (за модулем 4). Однак існує багато дозволених значень {\displaystyle v}, для яких невідомо про існування конференційного графа.
Власні значення конференційного графа не обов'язково повинні бути цілими числами, на відміну від інших сильно регулярних графів. Якщо граф зв'язний, власними значеннями є {\displaystyle k} із кратністю 1 і двома іншими власними значеннями,
{\displaystyle {\frac {-1\pm {\sqrt {v}}}{2}},}
кожне з кратністю {\displaystyle (v-1)/2}.